# Jacqueline Barton
Pour les articles homonymes, voir Barton.
Jacqueline K. Barton , née en 1952, est une chimiste américaine. Elle est professeure et directrice de recherche au California Institute of Technology depuis 1989. Ses recherches portent sur les propriétés physiques et chimiques de l'ADN.
Elle a reçu la National Medal of Science en 2011, la médaille d'or de l'American Institute of Chemists en 2015 et la Médaille Priestley en 2015,.